# أحمد علاء
أحمد علاء الدين يعرف أيضاً بأسم أحمد علاء (مواليد 1 يناير 1994) لاعب كرة قدم مصري يلعب لصالح النادي الأهلي المصري في مركز الدفاع.